# Autódromo Miguel E. Abed
L'Autódromo Miguel E. Abed (Circuit de Miguel E. Abed est un circuit automobile situé à Amozoc près de Puebla au Mexique. C'est l'un des plus importants circuits automobile du pays. Après avoir reçu à quatre reprises le championnat du monde des voitures de tourisme, il accueille à partir de 2021 l’ePrix de Puebla comptant pour le championnat du monde de Formule E FIA.

## Historique

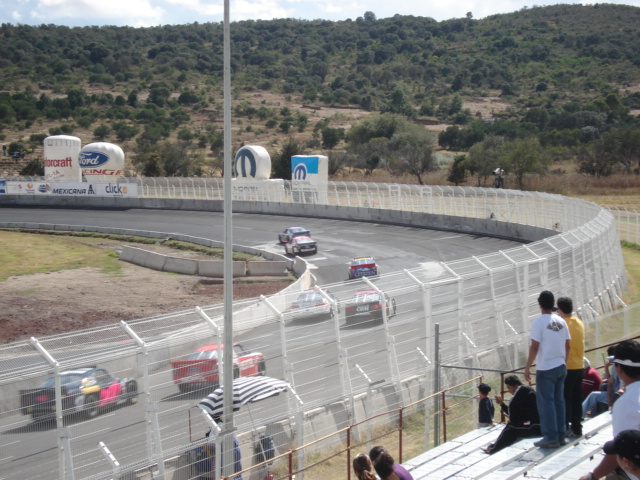
Une course en 2006.

Créé en 1985, il a été ré-inauguré en 2005 pour accueillir le Championnat du monde des voitures de tourisme (WTCC). Il a ainsi été utilisé lors des championnats 2005, 2006, 2008 et 2009. À partir de 2006 se tiennent les 24 Heures du Mexique. Le circuit a aussi accueilli les NASCAR PEAK Mexico Series (de), une série NASCAR, ainsi que les LATAM Challenge Series (en).
En 2021, l'Autódromo Miguel E. Abed accueille le premier ePrix de Puebla à la place de l'ePrix de Mexico, en raison de la pandémie de Covid-19. La Formule E venait en effet au Mexique lors des saisons précédentes à Mexico sur l'Autódromo Hermanos Rodríguez.

## Description

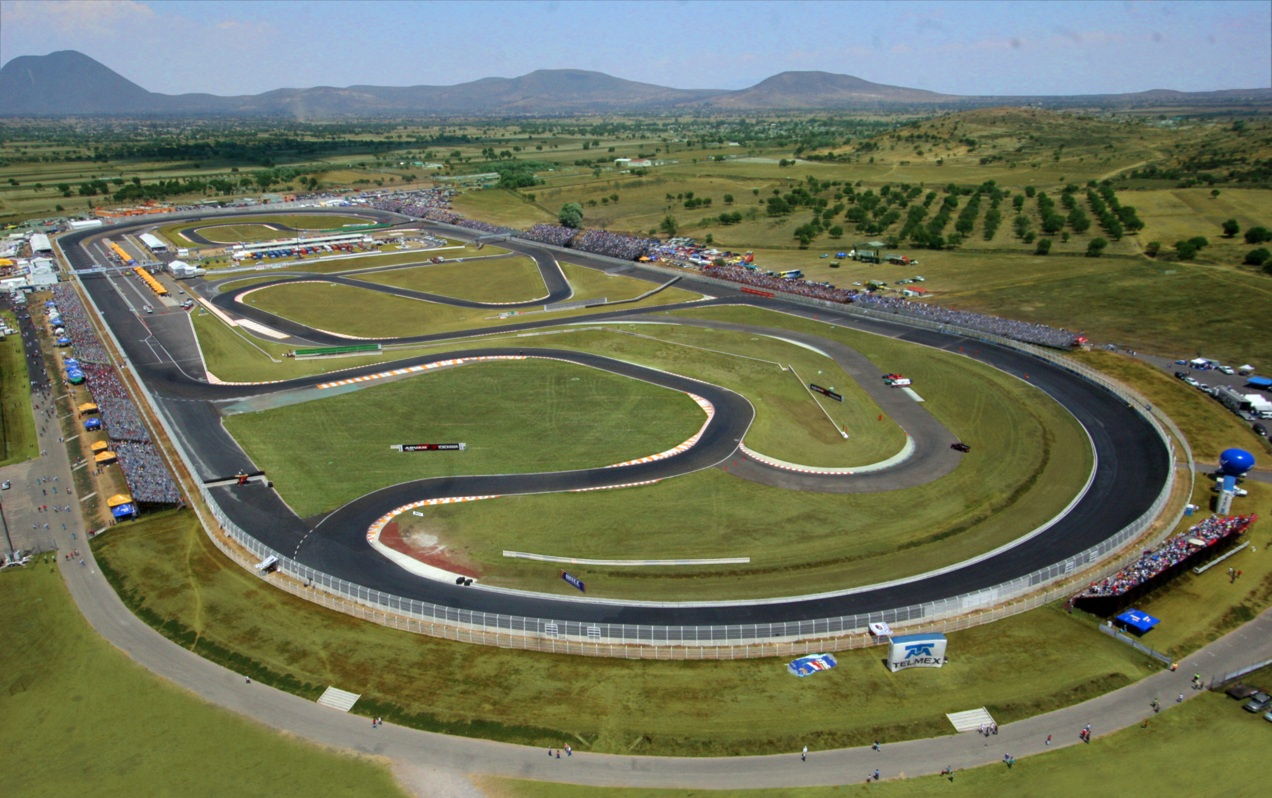
Vue aérienne des différents tracés.

Le complexe est composé d'un ovale mesurant 2,493 km et comportant deux banking, ainsi que d'un circuit routier long de 3,130 km avec 15 virages en configuration WTCC et de 2,982 km avec 15 virages en configuration Formule E.

## Accident mortel
Le 14 juin 2009, le pilote Carlos Pardo est décédé après un accident dans le dernier tour d'une course de NASCAR Mexico Series lord d'une lutte pour la première place avec Jorge Goeters. Il a été déclaré vainqueur à titre posthume de la course. 